# Cielo negro
Cielo negro és una pel·lícula dramàtica espanyola de 1951 dirigida per Manuel Mur Oti i protagonitzada per Susana Canales, Fernando Rey i Luis Prendes. És considerada una de les millors obres del seu director i un títol de referència dins del cinema espanyol.

## Resum
El film narra les desventures d'Emilia (Susana Canales), una humil modista que manlleva un luxós vestit de la casa de modes on treballa per a intentar enlluernar a un company de treball del qual s'ha enamorat.

## Repartiment
- Susana Canales - Emilia
- Fernando Rey - Ángel López Veiga
- Luis Prendes - Ricardo Fortun
- Teresa Casal
- Inés Pérez Indarte
- Julia Caba Alba - Fermina
- Porfiria Sanchiz
- Mónica Pastrana
- Francisco Pierrá
- Rafael Bardem
- Manuel Arbó
- Ramón Martori
- Raúl Cancio
- Casimiro Hurtado - Pepe - camarero
- José Isbert
- Manolo Morán
- Nicolás Perchicot
- Antonio Riquelme - el Churrero en la verbena
- Vicente Soler

## Premis
En l'edició de 1951 de les medalles del Cercle d'Escriptors Cinematogràfics Susana Canales va rebre un premi especial a la millor actriu per la seva interpretació.
La pel·lícula va aconseguir un premi econòmic de 100.000 ptes, als premis del Sindicat Nacional de l'Espectacle de 1951.